# جاستن ر. كانون
جاستن ر. كانون (بالإنجليزية: Justin R. Cannon)‏ هو كاهن أنجليكاني أمريكي، ولد في 9 يوليو 1984.

## وصلات خارجية
- الموقع الرسمي